# Worst Painter
Worst Painter ist der Notname eines antiken griechischen Vasenmalers, der am Ende des 5./Anfang des 4. Jahrhunderts v. Chr. tätig war.

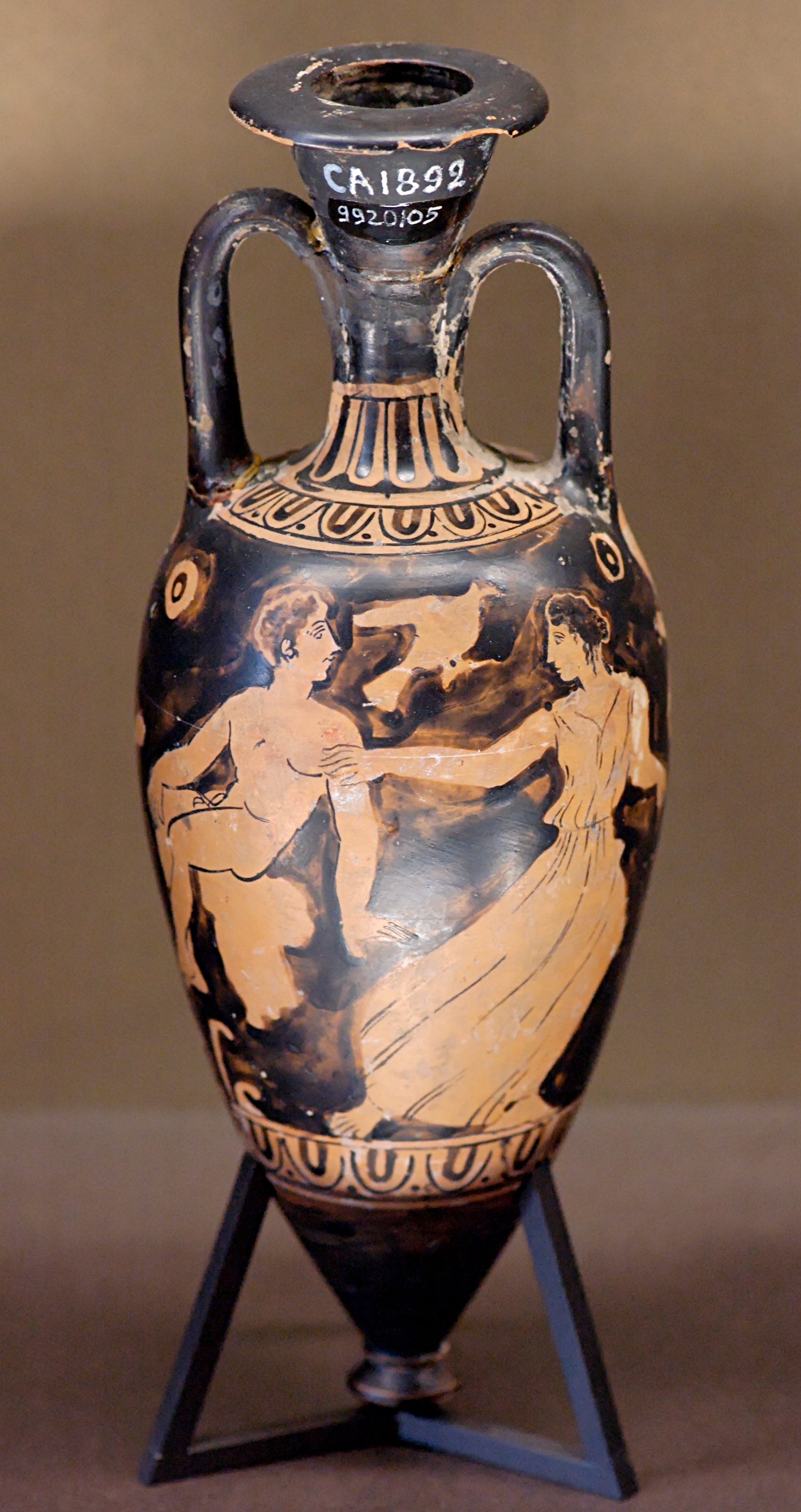
Amphoriskos des Worst Painter, Paris, Louvre CA 1892

Seine Vasen, überwiegend kleine Oinochoen und Lekythen sowie zwei Amphoriskoi, kommen, soweit der Fundort bekannt ist, alle aus den Nekropolen von Spina und Felsina (Bologna).
Der Maler, der im spät-rotfigurigen Stil malte, erhielt seinen Namen Worst Painter (= „Schlechtester Maler“) durch John D. Beazley auf Grund seines schlechten Malstils („barbarous style“). Beazley rechnete ihn zu den attischen Vasenmalern, sah jedoch bereits, dass eine Vase aus Spina, die diesem Stil ganz entspricht, italiotisch ist. Die Vasen stehen jedoch einer von Ian McPhee zusammengestellten Agrinion-Gruppe von Vasen, die in Nordwestgriechenland unter apulischem Einfluss geschaffen wurden, so nahe, dass sie auch zu dieser lokalen Gruppe gehören dürften.